# Mecothrix poliophasma
Mecothrix poliophasma is een vlinder uit de familie van de visstaartjes (Nolidae). Deze soort is voor het eerst wetenschappelijk beschreven als Celama poliophasma door David Stephen Fletcher in een publicatie uit 1958.
De soort komt voor in Ethiopië, Congo Brazzaville, Congo Kinshasa, Oeganda, Kenia en Tanzania.